# Aerenomera spilas
Aerenomera spilas là một loài bọ cánh cứng trong họ Cerambycidae.